# Octavio Sergio Pico
Octavio Sergio Pico (Buenos Aires, 27 de julio de 1867 - 13 de junio de 1943) fue un ingeniero y político argentino. Graduado en la Universidad de Buenos Aires, se desempeñó como director de Dirección Nacional de Tierras y Colonias y como ministro de Obras Públicas y del Interior durante el gobierno de facto de José Félix Uriburu.

## Infancia y juventud
Nacido en Buenos Aires en 1867, fue hijo del matrimonio entre el ingeniero Octavio Pico Burgess y Sofía Ibarbaltz Martínez de Ochagavía; pertenecía a una familia de clase alta. Octavio S. Pico inició sus estudios en el Colegio Nacional, los cuales compartió con Ángel Gallardo, quien luego sería un destacado naturalista y un gran amigo de Pico. Tras concluir sus estudios, ingresó a la Facultad de Ingeniería de la Universidad de Buenos Aires, también junto a Gallardo, recibiéndose de ingeniero en 1893.

## Trayectoria pública y política

### Inicios en la política
En 1890, disconforme con el gobierno del presidente Miguel Juárez Celman, Pico participó en la Revolución del Parque, junto a sus amigos Gallardo, Carlos Rodríguez Larreta y Marcelo Torcuato de Alvear; allí surgió la Unión Cívica Radical, fundada por Leandro N. Alem. Dos años después de recibirse, en 1895, se desempeñó como subsecretario de Justicia y Educación. En 1898 fue designado director de Tierras y Colonias, perteneciente al Ministerio de Agricultura, desde donde impulsó y organizó el ordenamiento de las parcelas de varios pueblos y ciudades de la provincia de Buenos Aires; desde ese puesto también fomentó, apoyando a Juan José Lanusse, el gobernador de Misiones, el estudio de las cataratas del Iguazú, que derivaría en la creación del parque nacional. En 1902 intervino en la solución de problemas limítrofes con Chile, conflicto en el cual su padre se había desempeñado como perito.

### Actividad Docente
En 1922 integra la primera comisión directiva de los  Cursos de Cultura Católica (CCC) -antecedente de la Universidad Católica Argentina-, junto a Tomás Casares, César Pico, Faustino Legón, Eduardo Saubidet, Juan Bordieu y Uriel O´Farell.

### Etapa como ministro
Tras el golpe de Estado del 6 de septiembre de 1930, en el que el gobierno constitucional de Hipólito Yrigoyen fue derrocado, José Félix Uriburu ocupó la presidencia, acompañado por Enrique Santamarina en la vicepresidencia; ambos juraron el 8 de ese mismo mes. Su gabinete estaba conformado por: M. Sánchez Sorondo (Interior), E. Bosch (Relaciones Exteriores), E. S. Pérez (Hacienda), E. E. Padilla (Justicia), F. Medina (Guerra), Abel Renard (Marina), H. Beccar Varela (Agricultura) y Pico (Obras Públicas). A los pocos días de la revolución, comenzó a circular en la ciudad una versión que sostenía que el golpe había sido financiado por empresas petroleras estadounidenses, lideradas por la Standard Oil, con el objetivo de impedir que Yrigoyen sancionase una ley que crearía un monopolio del estado sobre el petróleo. Ésta hipótesis se sustentaba en los contactos que tenían los ministros con las empresas; uno de ellos era Pico, quien estaba vinculado con Andina, una compañía ferroviaria y petrolera, y era directivo de la Compañía Argentina de Comodoro Rivadavia, asociada a los ferrocarriles de capital británico.
Durante el gobierno de Uriburu se planteó la construcción de caminos que permitieran una comunicación más fluida dentro del país. Ante esto, existían dos posturas: la de Justiniano Allende Posse, quien se había desempeñado como ministro de Obras Públicas de la provincia de Córdoba, y la de Uriburu y su gabinete. La primera, basada en el modelo estadounidense, impulsaba la construcción de numerosos caminos de bajo costo dedicados a transportar la producción agraria, dejando de lado, por el momento, los caminos pavimentados dedicados a otras actividades; la segunda, por su parte, estaba basada en el modelo italiano y tenía como objetivo la creación de una red troncal pavimentada financiada por un sistema de peaje. De hecho, Pico elaboró un proyecto, en el cual había seleccionado los caminos para instalar la segunda iniciativa; luego, su sucesor Calatayud crearía el Directorio Central de Consorcios Camineros. Sin embargo, ambas iniciativas fueron reemplazadas por la Dirección Nacional de Vialidad, creada por Justo en 1932, que elaboró su propio plan.

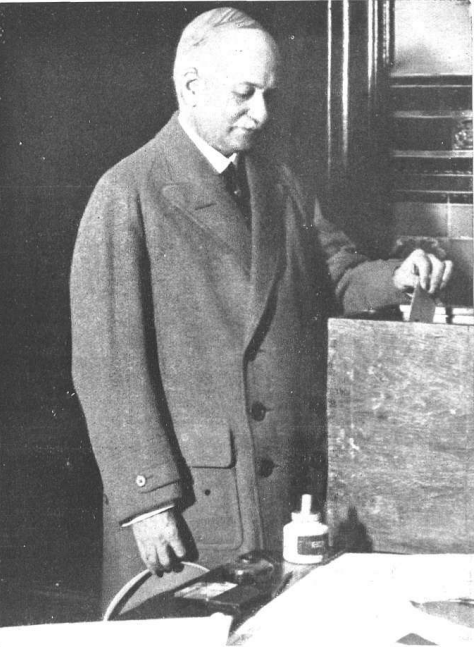
Octavio Pico, ministro del interior en 1931, deposita su voto en el comicio situado en la escuela comercial de mujeres, Callao 628.

El gabinete se mantuvo sin cambios hasta el 16 de abril de 1931, cuando se produjo la renuncia de Sánchez Sorondo debido al fracaso eleccionario en la provincia de Buenos Aires; además, el hecho acarreó la renuncia de otros cuatro ministros (a saber, Padilla, Pérez, Beccar Varela y Renard). Ante esta situación, Pico fue convocado para ocupar el cargo de ministro del Interior, en reemplazo de Sánchez Sorondo; el puesto vacante en Obras Públicas fue ocupado por Pablo Calatayud, quien era gerente de Firestone en el país; las designaciones de Calatayud y de D. M. Arias, en Agricultura, parecían favorecer los intereses petroleros estadounidenses en el país. Pico concluyó su período como ministro del Interior el 20 de febrero de 1932, cuando Uriburu le entregó el poder a Agustín Pedro Justo, quien triunfó en los comicios el 16 de ese mismo mes junto a Julio A. Roca (h.) para vicepresidente.

### Últimos años
El nuevo presidente, Agustín P. Justo, designó a Pico como presidente del Consejo Nacional de Educación. También trabajó en el Banco de la Nación Argentina, desempeñándose como asesor de la presidencia.

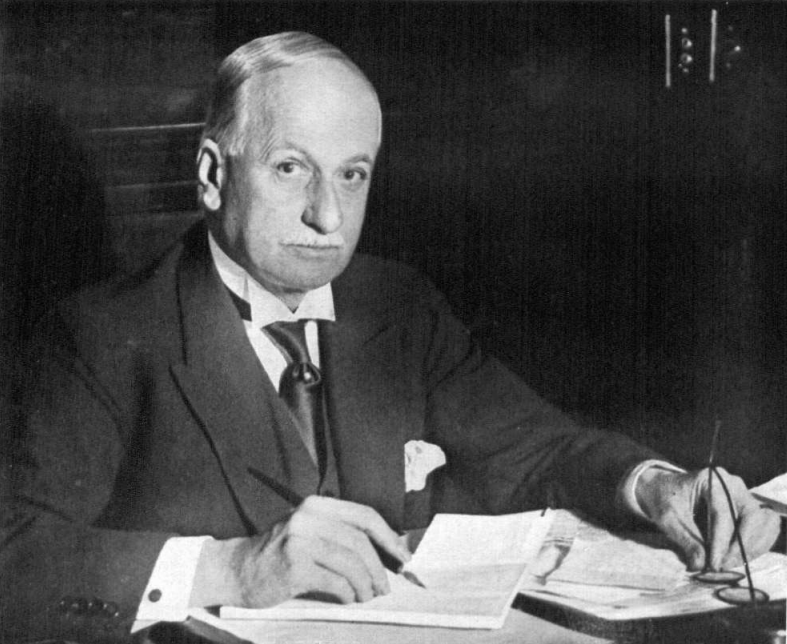
Octavio Sergio Pico fotografiado para Caras y Caretas. 11/10/1930.

## Vida familiar
Estaba casado con Carmen de Estrada Gondra con quien tuvo numerosos hijos: Elisa, Augusta, Juan Bautista, María Rosa, Josefina, Carmen, María Elena, Luis María y el doctor Octavio María Pico Estrada, uno de los primeros discípulos de Bernardo Houssay.

## Homenajes
La escuela "Octavio Pico", ubicada en la ciudad de Buenos Aires, lleva su nombre en su honor. En 2008, un abogado presentó un recurso de amparo ante el gobierno local solicitando que se le cambiara el nombre a todo lugar público que llevase el nombre de algún funcionario de los gobiernos de facto, entre los que se incluía a esta escuela.